# シャドウハーツII
『シャドウハーツII』（シャドウハーツツー、SHADOW HEARTS II）は、2004年2月19日にアルゼから発売されたPlayStation 2用ゲームソフト。シャドウハーツシリーズの2作目である。
海外におけるタイトルは『Shadow Hearts: Covenant（シャドウハーツ・コヴェナント）』

## 概要
『シャドウハーツ』の続編。前作終了から1年後の1915年のヨーロッパ各地及び大日本帝国が舞台となっている。パーティーメンバーは主人公のみ続投で他は全て入れ替わっているが、前作キャラも複数登場する。アナスタシアやラスプーチン、川島浪速など実在の人物がモデルとしたキャラクターも登場し、前作同様に脚色されており史実通りではないが、モチーフにするだけでオリジナルキャラクターとしていた前作よりは史実寄りの描かれ方をしている。
グラフィックはモーションキャプチャを使う事で大幅に向上し、ロード時間やエンカウント率といったゲームバランスも調整されている。また、ムービーシーンも大幅に増えており、ストーリーの多くは6時間を超えるフルボイスのムービーで描かれる。
テーマは「幸せ」。前作のバッドエンディングの続きであり、愛する人を失った主人公の新たな戦いを通じて「自身にとっての幸せ」を追求していく物語となる。物語の根幹はシリアスであるが前作同様に独特のお笑い要素が随所に存在し、グロテスクな部分を減らしつつコメディやパロディ要素が増えている。特にギャグはベタなものからマニアックなものまで盛り込まれている。
前作の時点で「怖い」「暗い」「グロテスク」という評価が多く、監督・脚本の町田松三にとっては褒め言葉であったが、より広い層にアピールすることを上層部に求められ、町田自身もそれに納得して前作よりも少し明るい方向性を目指した。
通常版と同日に、楽曲映像クリップ・出演声優インタビュー・CM集などを収録した特典DVDおよび「アンヌのクロス」「ジャッジメント柄コースター」を同梱した「限定DXパック」も発売。廉価版は『シャドウハーツII ディレクターズカット』のタイトルを冠して2005年3月10日に日本で発売し、ダンジョン・モンスター・アイテム・イベント・BGMの追加やジャッジメントリングのサイズ調整に加えて、続編『シャドウハーツ・フロム・ザ・ニューワールド』の予告映像が追加されている。
前作のバッドエンディングの続きという点は、「プレイした人の心になにかを残すドラマチックな物語にしたい」という意図から決定されたが、発表後にはファンから怒りの手紙が多数届いた。町田自身もウルとアリスのカップリングが想像以上に人気が高く驚いたというが、これに関しては「遊んでもらうしかない」と答えている。後年、『ワイルドアームズ』の金子彰史はこの点に関して称賛している。
日米合わせて約24万本（廉価版含めず）を売り上げ、シリーズ最高のセールスを記録。作品の評価においても、複数のレビューサイトにて当時のRPGにおける最高傑作の一つと評されている（後述）。
パチスロ化されているほか、アイディアファクトリー、アルゼ、アトラス、レッド・エンタテインメント4社のコラボレーション作品として発売されたゲーム『カオスウォーズ』にて、この作品のキャラクターが何名かゲスト出演している。

## ストーリー

### プロローグ
第一次世界大戦勃発から半年。フランス北部ロレーヌ地方にある村・ドンレミ。ジャンヌ・ダルク生誕の地とされるこの村を「悪魔」が守っていた。ドイツ帝国がフランス侵攻を開始した折、ドイツの陸軍少尉カレンの率いる部隊が悪魔の正体を確かめ、退治するべくドンレミを訪れる。教会に現れた悪魔は一方的にドイツ軍をねじ伏せ、しかし何故か手投げ弾の暴発からカレンを救ったのだった。カレンは薄れゆく意識の中、悪魔が人間の青年に姿を変える様を目にする。
事態が呑み込めないまま国に戻ったカレンは、バチカンの枢機卿ニコルと共に悪魔への対抗手段「聖なるヤドリギ」を手に入れ、再びドンレミへ向かう。悪魔の正体は、半年前に世界を救った「神殺しの男」ウルであった。同時にニコルは自身が秘密結社サピエンテス・グラディオの一員である事と、組織の障害となり得る「神殺しの男」の討伐にカレンの部隊を利用していた事を明かす。騙されていたと知ったカレンに抵抗され、ウル討伐に失敗したニコルは逆上してカレンに襲い掛かるが、ウルはそれを庇ってヤドリギの呪いを受けてしまった。

### 欧州編
アルバート・サイモンが呼び寄せた超神との戦いの後、四仮面の呪いでアリスを喪ったウルは彼女の義理の伯父である人形使いのゼペットと知り合い、伴侶を亡くした者同士気ままに放浪した末にドンレミの村に腰を落ち着けていた。しかし今回の件でヤドリギの呪いに心身を蝕まれ、力の大半を失ったウルは呪いの解除とドンレミの人々の仇討ちのため、ゼペットや狼のブランカと共に二度目の旅に出る。部隊を失い、この事態を招いた責任を感じたカレンもその旅に同行するのだった。前回の旅で協力してくれたロジャー・ベーコンの知恵を借りることにした一行は、サピエンテス・グラディオと攻防を繰り広げつつウェールズを目指し、ルアーブルで吸血鬼の変人・ヨアヒムを仲間に加える。道中、サウサンプトンで一夜を過ごした際、ウルは前回の旅以来の友人である大日本帝国の軍人・加藤政二と再会する。彼もまた上司であり想いを寄せていた川島よし子を喪っていた。
ウェールズではロジャーはサピエンテス・グラディオに連れ去られていたが、ウルは暗殺部隊隊長のレニの口を滑らせてその行き先がイタリアのフィレンツェであると聞き出す。フレンツェで情報を探るうちに占い師のルチアを仲間に加え、サピエンテス・グラディオ伊太利亜本部に乗り込んだ一行だが、再び現れたニコルがロジャーと引き換えにエミグレ文書を要求する。エミグレ文書は前回の旅でウルが手に入れた三冊の経典のうちの一冊で、「無から新たなる生命を生み出す秘術」というあまりに危険な内容から封印していたのだった。エミグレ文書を回収した一行はニコルの待つサントマルグリット島に上陸し、戦いの末にロジャーを救出するもエミグレ文書は敵の手に渡ってしまう。一行はエミグレ文書を取り戻すべく、ロジャーの開発した飛行船に乗り込み、サピエンテス・グラディオ首領であるグレゴリー・ラスプーチンが暗躍するロシア・ペトログラードを目指す。一方、エミグレ文書はニコルと取引した加藤の手に渡っていた。
ラスプーチンは皇室に取り入ってロシアの乗っ取りを画策していたが、皇女のアナスタシアはその陰謀を暴くべく密かに行動していた。その結果、命を狙われていた所をウル一行に助けられ、共にラスプーチンの元へと向かうが、魔神アスモデウスの力を得たラスプーチンの前に敗退。一行はロジャーの提案により、トルコにあるギョレメの谷を目指す。そこで、実はウルが倒したアルバートは元々はラスプーチンの野望を阻止する目的を持っていたこと、そしてその為に召喚した悪魔にして今もウルの中に眠っているアモンこそがアスモデウスに対抗し得る力であることを知る。自身の精神世界でのアモンとの戦い、アルバートとの再会を経てアモンの力を取り戻したウルはロシアに戻り、ラスプーチンと再び対決。野望を暴かれたラスプーチンは飛行船で逃亡を図るが、ウルはアモンに変身してこれを追い、アスモデウスの力をすら打ち破って飛行船を落とした。しかし追い詰められたラスプーチンが自身の中のアスモデウスを完全に解放し、浮遊要塞イーダルフラームを浮上させる。一行はイーダルフラームに乗り込み、傀儡と化したラスプーチンごとアスモデウスを倒す。しかし今度はニコルがアポイナの塔に封印されたマリスを解き放とうとし、一行はニコルを止めに行くも、実は彼はアモン、アスモデウスに並ぶ堕天使アスタロトと契約していた。なんとかアスタロトを退けた一行だったが既に「嘆きの柩」は開き、世界にマリスが放たれてしまう。そして倒れたニコルは突如現れた加藤によって連れ去られるのだった。

### 極東編
三ヶ月後、「嘆きの柩」から放たれたマリスは人々の負の感情を増幅させ、その影響により第一次世界大戦は戦局も見えないまま泥沼の様相に陥っていた。ウル一行はニコルの中のアスタロトを完全に滅ぼすべく、加藤を追って極東の大日本帝国に向かった。しかし様々なトラブルに見舞われた末にウルが船酔いで死にかけ、仕方なく彼を横浜赤レンガ倉庫で休ませていた時に謎の刺客に襲われていた少年・犬神蔵人をブランカが助ける。彼は川島浪速という人物の護衛を務めており、川島の養女である芳子とブランカは親しくなる。しかし再び現れた刺客によって芳子は拉致され、ブランカの縁もあってウル一行は蔵人と協力し、芳子を救出する。その頃、加藤はエミグレ文書を用い、川島よし子と瓜二つの人造人間・桜花を生み出していた。
蔵人がウルと同じフュージョン能力者であること、そして川島浪速が川島よし子の実の父親である事実が判明していく一方で、ウルはカレンとの仲を深めては亡き母アンヌの話をする。しかしその頃、ニコルは連れ込まれた藤堂技術研究所にてアスタロトの抽出が試みられ、結果として実験体の犬が異形化して脱走。これを加藤と一時協力して退けたウル一行は藤堂技研に乗り込むが、ニコルは精神が崩壊して完全にアスタロトに乗っ取られてしまった。一行はアスタロトの行き先を求めて蔵人の故郷である犬神の里を目指す。蔵人の母である犬神咲の力でアスタロトが富士山にいることが判明するが、咲はアスタロトに暴走させられ、一行は彼女と戦って辛くも正気に戻す。富士山では先に到着した加藤がアスタロトに敗れており、ウル一行は完全体となったアスタロトを撃破する。しかし肉体を取り戻したニコル自身もウルに対する怨恨のあまり暴走し、結果として桜花の命を奪ってしまう。怒りに燃えた加藤によってニコルはとどめを刺された。
二度も愛する人を喪った加藤は絶望し、この世界を滅ぼすと宣言。ウルにエミグレ文書を返して去っていく。加藤の残した言葉に従い、ウル一行は黒幕である大日本帝国外務大臣である石村貫太郎の屋敷に乗り込む。自身の思想と野望を語る石村だったが、愛する孫の前ではただの人間だった。ウルは激情のまま石村を蹴り付けるが命までは奪えず、やり切れない思いを抱いたまま立ち去る。その後、加藤の目的を知るべくロジャーの提案でエミグレ文書を使うことになるが、それは人を生き返らせる禁忌の秘術を使うことを意味した。ウルはアリスにもう一度会いたいという願いのまま危険を承知で儀式を行うが、やはり今回もまた失敗し、再生されたアリスの体は崩れていく。しかし奇跡が起こり、アリスは消える前にウルに「愛してる」と告げたのだった。呪いが最終段階に迫っていたウルは精神世界でもう一度アリスと再会し、迷いを振り切る。一方のカレンは咲に「ある真実」を示した写真を手渡され、ウルへの想いを打ち明けた。
加藤はこの世界を100年前からやり直すべく、エミグレの秘術と飛鳥・石舞台に秘された荒神の力を用い、時を遡る銅鐸を出現させる。その頂で決着を付けるという加藤の宣言に応えるべくウル一行は銅鐸に乗り込み、最上部から通じる時空の歪み・高天原にて、加藤が荒神の力を借りて変身した最強の荒魂・素戔嗚と対決。死闘の末にこれを打ち破る。加藤は元の世界に帰る方法と、友への感謝を告げて息を引き取る。仲間はそれぞれ思い描いた帰りたい時、帰りたい場所へと帰っていくが、いよいよウルのヤドリギの呪いが発動する。最後に再会を約束して消えていくカレンにウルは「ありがとう」と叫び、ただ一人高天原へと残った。帰る場所を失っていたカレンだったが、彼女は1887年の日本で倒れており、若き日のウルの父・日向甚八郎に助けられる。「母としての自分」が写っている、ウルの幼少期の写真を手にしながら。
ヤドリギの呪いを解く方法とは自分にとっての「幸せ」を見つけること。アリスを失ったウルは幸せになどなれないと諦観していたが、彼はこの旅の中で自分にとっての「幸せ」とは何か、結論を出していた。その後、ウルが辿った結末については#エンディングを参照。

## ゲームシステム
移動
移動はワールドマップ上に点在する町やダンジョンを選び、内部に入るというマップ移動形式。前作では後半の舞台に移動後は前半の舞台に戻れなかったが、今作ではある地点以後は飛行船により自由に行き来が可能になっている。
戦闘
戦闘は敵・味方の区別なく、個別のAGI（敏捷性）を基に行動順の回ってくるターン制・コマンド式戦闘である。バトルメンバーにはパーティーの8人中最大4人を選ぶ。今作では「ターンプライオリティ」としてキャラの行動順が表示されるようになった。また「連携」の導入により、前作にあった隊列の概念はなくなった。
属性
全ての敵・味方キャラクターと一部のサブキャラクター、および全ての攻撃手段には、地・水・火・風・光・闇・無の7つの属性が設定されている。キャラクターに設定されているものは特に「先天属性」とも呼ばれる。火と水、風と地、光と闇はそれぞれ相反し、反対属性の攻撃を受けるとより多くのダメージを受ける。但し通常攻撃は無属性であるため、反対の属性を持つ敵に通常攻撃を行っても、ダメージの値は他の属性のキャラクターが行った場合と変わらない。
SP（サニティポイント）
正気度。戦闘開始時はキャラクターごとの最大値だが、行動するたびや「耐える」防御をしている状態で攻撃を受けると減少し、0になると「暴走」し操作不可能となる。戦闘終了時に暴走状態のキャラクターは経験値を取得できないが、暴走中にしか見られないキャラクターの行動などもある。アイテムで回復できる。一部の敵はSPの現在値を減らす「SPダウン」効果のある特技を使用するが、SPダウンを防ぐアクセサリーも存在する。
ジャッジメントリング
戦闘におけるほとんどの行動の成否は、「ジャッジメントリング」で判定される。ジャッジメントリングとは、リングと呼ばれる円盤上に「ヒットエリア」「ストライクエリア」「ステップエリア」「モジュレートエリア」と呼ばれる色付きの扇形のエリアが一定数存在するもので、リングの中心から円周へ伸びる「バー」と呼ばれる線が時計回りに一周する間に○ボタンをエリア内で押せれば行動は成功となり、エリア外でバーを止めたり、エリアを過ぎるまでにバーを止められなかったりした場合には失敗となる。ジャッジメントリングは、福引やショップでの値引き、一部のイベントなどの成否判定にも使用される。
フュージョン
パーティーメンバー中ではウル及び蔵人が使える能力。“フュージョンモンスター”と呼ばれる魔物の魂と融合してその姿に変身することで、能力値と属性が変化し、その魔物の持つ特技が使えるようになる。前作と異なり、変身自体ではSPを消費しないが、フュージョン中は1ターンあたりのSP減少量が増える。シャドウハーツの世界には、その手段や融合対象が違う融合能力者も存在し、それらは総称して“ハーモニクサー（融合者）”と呼ばれており、蔵人の「降魔化身術」も同様の能力である。
グレイヴヤード
主人公であるウルの心の中に存在する世界。ヤドリギの呪いを受けてから、内部は大幅に様変わりした。「ソウルエナジー」を溜めることで、新たなフュージョンモンスターを手に入れる事ができる。ウルと深く関わりのある人物の魂もイベントにおいて登場する。今作ではマリスの蓄積や死神のシステムが無くなっており、浄化のために訪れる必要は無い。
スコア
それまでのプレイ内容の各種データと評価を閲覧できる。戦闘回数、気絶回数、逃走回数、ジャッジメントリングの成功率やパーフェクト（1回のリング内の全てのストライクエリアでバーを止めることが条件）率、今までの移動距離などの細かいデータが本編開始直後から累積され、各々のデータに対する一言コメントや、それらを総合したランキング（モンスターでいうとどの程度かというもの）や周回ごとの差などを閲覧できる。ジャッジメントリングの成功率とパーフェクト率が一定以上でなければ手に入らないアイテムもある。
ピットファイト
ソロモン王の従者を名乗る女性、サラより課される試練。今作では様々なクリア条件が付与されている。召喚されたモンスターと戦い、与えられた条件を満たしてクリアすると賞品が貰える。
福引
ジャッジメントリングを利用したサブイベント。世界福引協会の会員に話しかけると、アイテムの「福引券」と引き換えに挑戦できる。バーは止めない限り永遠にリング上を回転する。エリア内でバーを止めれば対応する賞品が貰えるが、失敗しても参加賞としてティッシュが貰える。
歩数計
フィレンツェの世界歩行運動協会会長から貰える「歩数計」を装備することにより、ダンジョン内での歩数がカウントされ、歩数と交換という形で景品が貰える。一定歩数以上歩くとご褒美として歩数の消費なく景品が貰えるイベントもある。
リングカスタム
今作からの新要素。戦闘時のジャッジメントリングを大幅にカスタマイズできるようになった。リングの種類を変更することによって難易度や攻撃威力の調整が出来るほか、リングアイテムを使用することで通常攻撃の回数やエリアの幅を増やしたり、追加効果を加えることも可能。
コンボ
今作からの新要素。連携状態を組んだキャラクターの内の1人が「ジャッジメントリング」に成功して敵を攻撃すると、直後に○・×・△・□のいずれかが描かれた「コンボリング」が現れる。その間に対応するボタンを押せればコンボが成立し、連携状態だった別のキャラクターが、行動順に関わらず続けて行動できる。リング入力に失敗するとその時点でコンボは終了（コンボブレイク）となる。攻撃手段にはヒット数とヒット属性が設定されており、コンボ時にはヒット数に応じてダメージ量が増加する。攻撃が繋がるかどうかはヒット属性や対象の重量に左右され、攻撃の種類が合わず、敵に攻撃が繋がらなかった場合もそこでコンボブレイクとなる。チェーン属性の攻撃によって硬化している敵に味方が攻撃した場合や、行動後の立ち位置によっては参加人数分の回数を上回るコンボも行える。
連携
今作からの新要素。戦闘時、味方同士の距離が一定以下であると連携状態となり、コンボを試みることが出来る。行動ターンが回ってきた際に別のキャラクターの近くへ移動し待機するだけでなく、何らかの行動や敵の攻撃を受けた結果偶然キャラクター間の立ち位置が近付いたり、ウルが体の大きなフュージョンモンスターにフュージョンすることでも連携状態となることがある。連携時に「耐える」防御をしていると、敵に攻撃されてもSPの減少と引き換えに立ち位置を維持できる。
連携魔法
今作からの新要素。コンボが4人（一部のイベント時ではパーティー人数の違いにより3人）まで繋がると、最後の4人目が使用できる強力な魔法。使用できる種類はコンボに参加したキャラクターの属性に左右される。紋章を装備できないウルと蔵人の魔法使用時の掛け声が聞けるのは、連携魔法使用時のみ。未使用の連携魔法は「？？？？」という表記がされているが、一度でも使った連携魔法は名前が表示される。ちなみに、連携魔法の名称は前作のハリーが使用していた超能力（および『クーデルカ』で使用されていた魔法）の名称をいくつか引き継いでいる。
連携の項目にある立ち位置の変化や、ウルが体の大きなフュージョンモンスターにフュージョンすることで人数以上の連携が可能となる。その際に定数以降は続けて連携魔法を使用できる（例：4人の場合は4人目が連携魔法を使った後、5人目以降も連続して連携魔法を使うことが可能）。
アフィニティ
今作からの新要素。キャラクター同士の相性を表すもので、0〜100までの数値をとる。数値の高低がストーリーに影響を及ぼすことはないが、上昇すると戦闘時にそのキャラクター間でのコンボによるダメージが上昇し、コンボリングの入力受付時間が延びる。同時に戦闘に参加し勝利することや連携魔法を使うことで少し上昇し、連携を行ってさらにコンボ時の行動をショートカットボタンで指定すると大幅に上がる。減少することはない。初期値は0だが、ストーリー上特別な関係である一部のキャラクター間では最初から一定の数値が設定されている。
バトルボーナス
今作からの新要素。特定の条件を満たして戦闘に勝利すると、アイテム、お金等様々なボーナスが得られる。ボーナスの内容と取得の条件は、敵パーティーの構成により固定されている。
紋章魔法
今作からの新要素。ソロモン王が封じた72柱の悪魔に対応する紋章を装備することで、狼のブランカを含めて誰でも悪魔の力を使役し、魔法を使用できるようになる。ハーモニクサーであるウルと蔵人は紋章を装備できない。「ソロモン王の鍵」と呼ばれる魔術書に描かれた古地図の正しい場所に紋章を配置することによって、使用できる紋章魔法を増やすことが出来る。正しい配置場所はそれぞれの悪魔の好みから推察する必要がある。
ストーリーに登場するアモン、アスモデウス、アスタロトもこの悪魔の1体であり、他にもガアプ、バアル、オロバスが隠しボスとして登場する。

## 登場キャラクター

### パーティメンバー
ウルムナフ・ボルテ・ヒュウガ（Urmnaf Bort Hyuga）
声 - 高橋広樹
前作に引き続き主人公。通称「ウル」。特技は「世界を救うこと」。年齢は25歳。血液型はO型。属性は「闇」（ただし、フュージョン時はそのモンスターの属性に変化する）。
本編より半年前、世界を滅ぼそうとしたアルバート・サイモン枢機卿と彼が呼び寄せた超神を倒したことで、秘密結社から「神殺しの男」と呼ばれ、警戒されている。前作のバッドエンディング（アリスの死亡）の後、彼女の母の墓所があるスイスのチューリッヒに彼女を埋葬する。前作で着ていたコートはアリスの亡骸に包んで埋葬したためライダースーツを着ている。その後はアリスの親類であるゼペットと2人で旅をしており、その際にドンレミ村に立ち寄り、以来ずっと村をドイツ軍から守り続けてきた。ドイツ軍からは「ドンレミの黒い悪魔」と恐れられている。
モンスターの姿に変身できる「フュージョン」の能力を持つハーモニクサーであるが、サピエンテス・グラディオがドンレミ村を襲撃した際、ニコルからカレンを庇い聖なるヤドリギの呪詛をかけられ、フュージョン能力の大半を封印されてしまう。ゼペットとカレンによってその場を脱したウルだったが、ジャンヌを含むドンレミの人々の多くが虐殺されてしまった。以後、サピエンテス・グラディオとニコルに復讐を誓う。ストーリーを進める内に力を解放していき、終盤ではついに全盛期の力を取り戻すことになる。
アリスの死亡以来、生きる気力をなくしていたが自分を守って死んだアリスから貰った命を生きねばならない思いとの葛藤に苦しんでいた。様々な人物との出会い、かつての友やアリスとの再会を経て、最終決戦前に「自分の望む幸せ」を選択することとなり、今作ではこの選択によってエンディングが変化する。
前作からコミカルな部分がより際立つようになったが、今作では仲間もボケ役が多いのでツッコミに回る機会も増えた。
カレン・ケーニッヒ（Kallen Koenig）
声 - 長沢美樹
ドイツ帝国の陸軍少尉。年齢は25歳。血液型はA型。属性は「火」。
ドンレミ村での事件をきっかけに、軍属を離れウルと旅をすることになった。気が強く仲間思いで、そして数少ない常識人。それ故にやりたい放題なウル一行のツッコミ役で、アクの強い面々の縦横無尽なボケを拾う。特に大人気ないウルを母親のように窘めることもしばしば。軍服から着替えた後の服はウルが見立てたコーネリアのお下がり。「剣技」を得意とし、「ニーベルング草稿」を読むことによって新しい剣技を習得していく。
ミュンヘンの気高き薔薇侯爵と称される名門貴族の出身だが、没落の一途を辿る一族を立て直さんがため、ドイツ軍に入隊した。普段は真面目でしっかりとした性格だが、酒が入ると性格が豹変する。
物語が進むにつれウルに惹かれていくが、ウルの心の中には未だアリスがいると悟っており、その心の隙をニコルに付け込まれそうになる展開もある。最終的に彼女の選んだ願いが全ての物語の始まりに繋がることとなる。
ゼペット（Gepetto）
声 - 糸博
フランス出身の人形使いで、アリスの母方の伯父。年齢は60歳以上。血液型はAB型。属性は「無」（コーネリアの衣装によって属性が変化する）。
かつてはパリの大劇場を沸かせた一流芸人だったが、妻と死別してから劇場に立つことも無くなり、今では隠居生活を楽しんでいる。「コーネリア」と名付けた人形を可愛がっているが、それは死んだ娘の名前である。スケベな一面もあるが知識豊富な好々爺で、前作の朱震のようにパーティの良き「じいちゃん」的存在。カレンがウル一行に加わった際の初期武器は、ゼペットが研修時代に使っていた剣である。
戦闘では「マリオネット」であるコーネリアを操ることによって魔法を使用する。コーネリアの服装を変えることによって自身の属性を変化させることが可能。隠し衣装として「アリスの服」が存在しており、着替えると彼女の技をコーネリアが使用する。
終盤、かつての弟子が住んでいた廃屋で、娘のコーネリアを装った悪魔に魂を奪われかけるが、人形のコーネリアに宿って常に傍にいた本物のコーネリアの呼びかけによって正気に戻るというサブイベントがある。この際にコーネリアとの絆が「赤い糸」として具現化し、最強武器となる。
ブランカ（Blanc）
声 - 池田秀一
フランスのドンレミ村出身の白狼。モデルはハイイロオオカミ。サブイベントのウルフバウトでは「ドンレミの白い悪魔」と呼ばれることもある。年齢は2歳。属性は「風」。
ドンレミ村でジャンヌと共に暮らしてきた狼で、人間並みに賢く、カレン曰く「ウルよりも利口」。性格は寡黙であり、ウルフバウトではシニカルな言い回しが多い。ウルからは「相棒」と呼ばれている。不思議な自然現象を発生させる「超常現象」を使うことが可能で、ウルフバウトをクリアすることによって強化されていく。人間には通じないがテキスト上は台詞が表示される場合があり、ウルフバウトのイベント時に限り池田の音声が付いた台詞を発する。
実は20年前に最強の狼として君臨した狼王ロボの孫。ロボの息子は戦いを好まず父の許を去り、平和な森で生涯を終えたが、残ったその子供がジャンヌの父に拾われ、ブランカと名付けられて育てられた。
名前の英字表記のBlancはフランス語で白の意味。ただし、発音は「ブラン（/blɑ̃/）」となる。また、『狼王ロボ』に登場する狼の名前でもあるが、原典のブランカがロボの妻なのに対し、本作のブランカはロボの孫となっている。
ヨアヒム・ヴァレンティーナ（Joachim Valentine）
声 - 西村朋紘
前作に登場したキース・ヴァレンティーナの兄である吸血鬼。語尾に「だっち」や「だら」など特徴的な喋り方をする。年齢は400歳以上。血液型はB型。属性は「地」。
行き倒れていた所をサウサンプトンで店を営むロッタ婆さんに助けられ、以来サウサンプトンにて正義の味方「グラン・パピヨン」を名乗っていた。しかし親しい子供二人が誘拐された際、ウル一行が救出に協力したのを機に武者修行と称して強引に同行する。ギャグキャラクターとしてコメディリリーフを担い、特にアナスタシアとの絡みが多い。
プロレスの開祖と言われるグラン・ガマの弟子であり、自慢のプロレス技「マッスルアーツ」と、その辺から拾ってくる武器（角材、ロッカー、冷凍マグロなど）を駆使して戦う。本人曰く「使えるものは何でも使う」「エコロジスト」。また吸血鬼としての体質ゆえ、「ヨアヒズム」の変動によって「金色のコウモリ」になったり、「インビシブル（透明人間）」になったり、正義の味方「グラン・パピヨン」に変身したりする。
前作でもサブイベントにおいて「黄金のコウモリ」として登場しているため、初登場シーンではウルが「どっかで会ったような…」と面識があるような台詞を残している。明確に思い出した描写は無いが、キースのイベントではウルもヨアヒムがキースの兄だと認識している。また、実は城を出た理由は、前作のキースの最強武器であった魔剣ティルビングを悪役レスラーの真似をしていて折ってしまい、兄弟喧嘩の末に家出したからであった。
グラン・パピヨン
ヨアヒムのヒーローとしての姿。「パピヨン」とは蝶のことであり、名前通り蝶の仮面をトレードマークとする。一見、ただ仮面を着けただけだが、普段のヨアヒムよりも格段に戦闘能力が向上している。仮面が無ければ変身できないらしく、逆に窮地でも仮面を着ければ途端にパワーアップするほど。本人曰く、「完璧なヒーローはファンに愛されない」からと弱点を設けているとのこと。
ルチア（Lucia）
声 - 小山裕香
イタリア王国フィレンツェ出身の美人占い師。年齢は28歳。血液型はB型。属性は「闇」。
伝説の踊り子カルラのもとで幼い頃からダンスと占術をみっちり仕込まれて育ち、その妖艶な肢体から繰り広げられるセクシーな踊りとおっとりとした喋り方で多くの富豪たちを虜にしてきた。加えてカルラに金を巻き上げられ、不幸のどん底に突き落とされた者も少なくないが、彼女自身の性格もあって特に恨まれてもいない。
戦闘では引いたカードによって様々な効果をもたらす「タロットカード」と、アロマオイルのブレンドにより支援効果を発する戦闘補助を行う「アロマセラピー」を使用する。
ベロニカ・ベラの妹弟子にあたる。サピエンテス・グラディオを抜けたカルラに連れられる形でフィレンツェに移り住んでいたが、これまで何度も客を装った組織の暗殺者がやってきたらしく、その都度マンマリアーラ島に誘い出してペットのアンドレに始末させていた。当初は情報を求めて来たウル一行も追手と誤解し、同様にアンドレに襲わせようとしたものの逆に自分が襲われてしまい、ウル一行に助けられたことで誤解が解ける。その後、ベロニカの罪を償いたいというカルラの願いを託されてウル一行の旅に同行することとなる。ベロニカの拷問イベントで彼女を選ぶとベロニカとのやり取りが見られる。また、ディレクターズカット版ではギョレメの谷にてベロニカとの会話イベントが追加されており、ゆくゆくは大陸の覇者となるラスプーチンのお抱えの占星術士として誘いを受けるものの、「ベロニカを止める」というカルラとの約束から拒否し、決別した（ただし「大陸の覇者のお抱え」という部分に一瞬傾きかけている）。
アナスタシア（Anastasia）
声 - 今井由香
ロシア帝国の第四皇女。モデルは実在のロシア帝国皇女、アナスタシア・ニコラエヴナ。年齢は14歳。属性は「水」。
怪僧ラスプーチンの言いなりで民心を失いつつある家族と、戦争に疲弊し政治の腐敗を止められない祖国の行く末に心を痛めており、ラスプーチンの陰謀を暴こうと孤軍奮闘し、暗殺者と密会していたところを写真に収めるが逆に彼に命を狙われてしまい、ウル一行に救われる。特技は「盗撮」。戦闘中に敵モンスターを「スナップ」することによって、モンスターの詳細なデータを入手できたり、「アルバム」で撮影した敵モンスターの特技を使えるようになったりする。
可愛い容姿に似合わず魔性あふれる性格だが、弟のアレクセイ皇太子のことを心配する姉らしい一面も持っている。蔵人に一目惚れしており、彼の前では態度を豹変させ「蔵人さま」と呼んでいる。母親公認の蔵人の許婚になるサブイベントもある。ニコルとは腹違いの妹に当たり、事実を知った時は驚愕する描写がある。
犬神 蔵人（いぬがみ くらんど / Kurando Inugami）
声 - 下野紘
無外流の剣を修め、穏やかな心に炭火のごとき不滅の闘志を宿す「若き剣客」。年齢は17歳。属性は「光」（降魔化身術時はその降魔の属性に変化する）。特技は書道。
川島浪速とその娘・芳子の護衛を務めていたが、芳子の誘拐事件をきっかけにウル一行に加わることとなる。母親がウルの父親の妹であるため、ウルとは従兄弟同士の関係にある。真面目な性格故にコミカルなシーンへの絡みも少ないが、里の郷土品である埴輪をヨアヒムに持ち出された際に絶叫するといった一幕もある。また、アナスタシアが唯一下手に出る相手なのでウルに「ロシア狙ってるだろ」と言われることも。
日向の一族の血を引いているため、「降魔化身術（ごうまけしんじゅつ）」を用いることができる。従える降魔（フュージョンモンスター）は「月黄泉（つくよみ）」と「狩天童子（しゅてんどうじ）」。

### サピエンテス・グラディオ
ロシアを中心に暗躍する秘密組織。本作の序盤から登場する敵対組織。剣と梟が描かれた「剣を取る賢者」の紋章を掲げている。元々は東方正教会の修道士であるヨウィスが興した、人類平等の理念のもとにお互いを尊重した考えを実践する美しい結社であったが、魔王の力を手にしたラスプーチンに乗っ取られたことにより、権力を基盤とした選民主義を掲げる過激なテロ結社と化した。各国の高官の猟奇的殺人事件がヨーロッパの各地で多発し、その殺害方法が中世の処刑に準じていたことからその神秘性と異常性が世に噂されるようになる。カレンの故郷もこの組織によって焼き払われた。
首領はラスプーチンで、構成員には「マスター」と呼ばれており、魔王アスモデウスの力により、絶対的な暴威を誇っている。戦闘員には「鉄の爪」と呼ばれる暗殺部隊がいる。その目的はロシア皇帝（ツァーリ）ニコライ2世を暗殺し、ロシアを支配することであったが、計画はウル一行によって阻まれ、暗殺計画も露見したため撤退を余儀なくされた。その後、ウルとラスプーチンの戦いの余波で飛行船が大破。また首領ラスプーチンもアモンの力を得たウルに斃されたことにより、組織は崩壊することとなった。
グレゴリー・ラスプーチン大司教 / グレゴリオ大司祭
声 - 大友龍三郎
サピエンテス・グラディオを統括する怪僧。モデルは帝政ロシア末期の皇室で暗躍した怪僧、グリゴリー・ラスプーチン。年齢は43歳。ロシア皇室に付け入り国を乗っ取り、そこを拠点に世界を手中に収めようと企む。シベリアからやって来た宣教師として病弱なアレクセイ皇太子の病気を魔術で癒し、皇后アレクサンドラの絶大な信用を得て、政治にも口出しをするようになる。元々はヨウィスとアルバートの弟子であったが、その目的は魂の契約の呪法を学ぶために過ぎず、魔神アスモデウスと魂の契約を結んでその野心を実現するための力を身に着けると、師である二人を追放し秘密結社を乗っ取って今の形に作り変えた。
アスモデウスの力とヤドリギの呪いで一度はウルを圧倒し、皇太子を狙った暗殺者の濡れ衣を着せて追い詰めるも、凱旋祝賀会において計画していた皇帝の暗殺はウルの妨害によって失敗し、さらにはアナスタシアに暗殺者との密会現場を撮影した写真を提示されたことで裏切りが露見してしまう。その後、組織の人間とともに飛空艇でペトログラード上空へと逃れるが、アモンの力を取り戻して追ってきたウルと甲板で交戦し、その果てに飛空艇は大破。攻撃を防ぐバリアも破られてしまう。
追い詰められたラスプーチンはこのままでは勝てないと悟り、アスモデウスの力を完全に解き放つことでペトロパヴロフスク要塞上空に浮遊要塞イーダルフラームを出現させる。魂の大半を悪魔に食われることを代償に絶大な契約の力を得るが、最早「世界を統べる」という目的は失われ「永遠に命を奪い続ける死の世界」の実現を志すようになる。要塞内でのウル一行と死闘の末敗北する。「人の思想・意思・記憶を奪い心を殺す道具」であるヤドリギの呪いの真の恐ろしさと、いずれアスタロトによって世界が滅ぼされることを示唆しながらを最期を迎えた。また敗北した直後にウルから「アルバートはアンタより強かった」と言い捨てられ、ラスプーチン自身もアルバートに対する切り札として聖なるヤドリギを使うつもりだったと彼の強さを認めている。
ベロニカとは肉体関係にあったような描写があるが、彼が彼女をどう思っていたのかは不明。また孤児だったニコルを引き取っているが、実際は組織のための道具にするつもりでしかなく愛情などなかったと語っている。
アスモデウス
力と権力を司る魔王。明確な意思を持たず、力の行使のみを悦びとし、慰みに一国を消滅させることもあるという。アモンやアスタロトと同列視される高位の悪魔。
ラスプーチンが契約した悪魔であり、アモンの力を手にしたウルに追い詰められたことにより、ラスプーチンがアスモデウスの力をさらに解放した結果、彼の精神はアスモデウスの影響を強く受けて、全世界を死の版図とし暇つぶしに人間を消滅させることを望むようになってしまった。ニコルからは「アスモデウスに食われたか」と吐き捨てられている。
ニコラス・コンラド枢機卿
声 - 子安武人
通称「ニコル」。「白魔法」の使い手。年齢は27歳。バチカンから派遣された異端審問会のエクソシストとしてカレンの悪魔討伐に協力する。しかしそれは表向きの顔で、正体は秘密結社サピエンテス・グラディオの修道騎士。ゲーム開始当初は彼を操作する形となる。
以前はアルバート・サイモンの討伐を命じられていたが何者かによって倒されたため事情を探っていた。本編開始直前にドイツ帝国陸軍に接触し、カレン率いる中隊を利用してウルの討伐を目論むが計画は失敗。逆上してカレンに襲い掛かるが、その際にウルが庇ったことで「聖なるヤドリギ」の呪詛を与える形となった。ドンレミ村で村人の抹殺を指示したほか、ロジャーの身柄と引き換えと称してウルからエミグレ文書を奪い、日本がロシアの新皇帝の後見として協力するという契約で加藤にエミグレ文書を引き渡した張本人でもある。そのためウルに怨まれている。
過去にアルバート・サイモン抹殺の任務を与えられており、その任務達成を阻んだウルには初対面時から「神殺しの男」として強く対抗意識を抱いていた。ヤドリギの呪いにもラスプーチンにも屈さぬウルにさらにその思いを募らせ、最終的には「私は君を倒さねば、自分の存在を許すことが出来ないのだっ!!」と告げるまでになった。カレンにも次第に執着を抱くようになり、彼女の夢に干渉し、自分と来れば望むものが全て手に入ること、ウルは既に別の女を選んでいることを告げ、彼女に自分の元へ来るように誘うサブイベントもある。
アナスタシアとは異母兄妹にあたり、母親は昔宮殿に出入りしていた貴族の一人である。母親が他界して孤児となっていた所を、ラスプーチンによってバチカンの宿舎へ入れられ、サピエンテス・グラディオの騎士として育てられた。それは愛情からではなく、ただ利用するためだけのものだったが、それはニコルも同じで、最終目的は母親の復讐のためラスプーチンも抹殺してロシア皇帝の座に座ることであった。
レニ、ベロニカと共にナハシュ神殿に偵察に向かった際、そこに眠っていた悪魔アスタロトと魂の契約を結び、ディレクターズカット版ではその経緯も描かれている。サピエンテス・グラディオが壊滅した後は、アポイナの塔にて「嘆きの柩」に封印されていたマリスを解放し、人々の心の闇を増幅させることにより、人間同士が欲望のままにぶつかり合い殺し合う世界を招こうとした。その直後ウル一行に倒されるも、ロシア皇帝の血を引くニコルの利用を目論んだ日本軍の思惑により、加藤によって拉致され日本軍の人体実験に掛けられてしまう。
その結果としてニコルの精神は崩壊して、アスタロトに肉体を乗っ取られることになる。そのアスタロトがウル一行に倒されると、死の間際に肉体の支配権を取り戻し、ウルに恨み言を告げながらヤドリギの呪いを促進させた。それを妨害した加藤を殺害しようとするが桜花によって阻まれ、自分を庇った桜花の死に激怒した加藤に頭を握りつぶされて、カレンの名前を叫びながら死亡するという最期を迎えた。
異母妹であるアナスタシアは、彼が異母兄であることを知って驚いた様子を見せている。
アスタロト
あらゆるものの死と再生を司る堕天使。世界を創り変え混沌を呼ぶといわれる。アモンやアスモデウスと並ぶ高位の悪魔。地中海南部にある海底遺跡・ナハシュ神殿にて邪教を崇拝していた民族に祭られており、その魂は最深部に安置されている指輪に封じられていた。神殿を訪れ指輪を手に入れたニコルと契約することとなる。人間を見下しており、ニコルの精神を崩壊させ自分を引きずり出した人間たちを愚かだと蔑んでいる。
当初はニコルの自我により制御されていたが、彼が日本軍による人体実験に掛けられて精神が崩壊してしまったことで、契約者の肉体を乗っ取り、富士山（作中では不死山とも呼ばれる）の火口に姿を隠し、その地脈の莫大なエネルギーを集めることで、世界に滅びを与えようとする。
ウル一行との戦いの際には、強化された新たな形態「ラストアスタロト」となった。しかし彼らの意志の力の前に敗北し、アスモデウス同様肉体を失って紋章となった。
デザインはニコルの服装に合わせられており、また漆黒のアモンとは対照に白を基調とした体色となっている。初登場時は直立姿勢だったが、ラストアスタロトになった際は仏のように胡坐をかき、背中からは蜘蛛の足に酷似した角が伸びている。また、アスタロトの爪にはマリスの猛毒が塗られていることがイベントで語られている。
ベロニカ・ベラ
声 - 園崎未恵
サピエンテス・グラディオの女魔法戦士。性格と容姿はSMの女王そのもので、セクシーなボンテージに鞭、そして鳥の羽を模した仮面というスタイルであり、見た目に違わず拷問が趣味。ヨアヒムからは「エロエロクイーン」という渾名を付けられている。「Sはねえ、サービスのSなのよお!?」がポリシー。特技は家事。年齢は30代。
ラスプーチンの愛人でもあり、肉体関係を持っていることを匂わせる描写もある。惚れた男には最後まで忠誠を尽くす一途さを持っており、逃げたラスプーチンを追うウル一行を食い止めるためただひとり交戦。最期までラスプーチンを守るために戦い死亡した。
レニが引っかかったウルの挑発も看破するなど頭もよく、レニが命をかけてウル一行と戦うつもりなのを知ると彼の意志を尊重して大人しく撤退するなど、本質的に仲間思いな人物である。ニコルがカレンに執心していることも見抜いていた。
実はルチアの姉弟子でもあり、アロマオイルの罠を仕掛けてウル一行を捕らえるなどルチアと酷似した手法を用いる。ディレクターズカット版では二人で会話を交わすイベントが追加されており、本格的な戦いが始まる前にルチアを仲間に誘うものの断られ、完全に決別する。また、ニコル視点の追加パートではパーティメンバーとなる。
パーティメンバーのうち一人が彼女に拘束されるシリーズ恒例の拷問イベントがある。
ナイトクイーン
ラスプーチンにより授かった力でベロニカが変身した姿。下半身が巨大な蛇となっており、背中には黒い翼を生やす。胸部から腹部にかけて乳房のような突起が並び、右腕は鞭のような形状となっているなど、当人の特徴が随所に現れている。
レニ・カーティス
声 - 中村大樹
サピエンテス・グラディオの暗殺部隊「鉄の爪」の隊長。筋肉質なスキンヘッドの大男。年齢は26歳。秘密結社の幹部でありながら、根は正直者のお人好しで、任務中以外は地下鉄で老婆に席を譲ったり、チンピラに絡まれている人を助けたりしている。暗算が得意だったり、若い頃に着ていた服をほつれひとつ無く取っておくなど、几帳面な部分もある。
サントマルグリット島の監獄にて、ロジャー奪還のため現れたウル一行と交戦。部下は全員打ち倒され「鉄の爪」の最後の一人となるも、レニは最後まで立ち塞がり、死闘の末敗北した。最後は自らの手で壁に開けた大穴から身を投げる。
しかし終盤の隠しイベントでは生存していることが判明し、決着をつけた場でウルと再会する。組織がなくなった以上戦う理由もなくなったことを明かし、これからどうするかはゆっくり考えてみると告げ、ウルにかつて使っていたジャケットを渡す（デザインはウルが本作で普段から着ているジャケットそのもので、これがウルの最強防具となる）。また、彼に恩を受けた「鉄の爪」の戦闘員の唯一の生き残りと出会うイベントもあり、その生き残りも組織崩壊後は真っ当な人生を歩んでいた。
ディレクターズカット版では、ニコル視点の追加パートにてパーティメンバーとなる。
続編である『シャドウハーツ・フロム・ザ・ニューワールド』では、主人公であるジョニーの執事として登場している。
ゴッドハンド
サントマルグリット島の戦いにてレニが変身した姿。岩のような体を持つ大男で、右腕は巨大な爪の付いた籠手の如く異形化している。
ビクトル
声 - 熊岡正浩
司教の肩書きを持つ秘密結社の幹部。使い魔を操る他、剣術にも長ける男でラスプーチンから一目置かれている。ラスプーチンに皇帝暗殺の命を受け、宮殿に潜入したところウル一行に遭遇し対決、撃退されて姿をくらます。その後、あと一歩で皇帝を暗殺するというところで天井から現れたウルに倒されて気絶した。アナスタシアがビクトルとラスプーチンの密会現場を写真に収めたことにより、ラスプーチンによる皇帝暗殺の陰謀が皇帝に知られることとなる。

### 大日本帝国
本作における最終的な敵対勢力。
加藤 政二（かとう まさじ）
声 - 金光宣明
大日本帝国海軍特務機関の特佐。年齢は29歳。土いじりが趣味。かつては地質分析官として上海に派遣された軍曹で、川島よし子中佐の部下として動いていた。帰国後、川島の隠密に加担した容疑で軍法会議にかけられたが石村外務大臣に引き取られ、以後は外交で世界各国を転々としている。かつての上司の死を境に、臆病だが誠実で温和だった性格は寡黙な軍人へと変わった。以後は魔術的な知識と力を得て、石村の片腕として動くことになる。
ニコルとの密約によりエミグレ文書を手に入れ、そのエミグレの秘術を利用して、川島よし子の遺髪から彼女の遺伝子を組み込んだ桜花を造りだす。そして以前に造りだしていた人造人間、雷電と飛燕とともに三猿衆（みましらしゅう）を結成させる。
桜花には冷たく対応するものの、他の二人とは違って機械を埋め込まず生身の肉体にしたり、彼女が命令違反を犯した際は激情をあらわにするなど並ならぬ固執を見せていた。
アスタロト（ニコル）との戦いで桜花を失った後は、今の世に絶望し全てを消し去る決意をウルに表明する。その際に「愛する者を二度失った」と述べている（そういう意味ではウルもまたアリスを二度失っている）。エミグレの秘術の時空を歪める力を応用し、飛鳥・石舞台に秘された荒神の力をヨリワラにすることで巨大な銅鐸を出現させた。加藤は時間を巻き戻すことで現代を消滅させ、今の世を作った人々がまだ生まれ出ぬ時代から現在を違った未来にしようと目論む。
銅鐸最上部から繋がる高天原にてウル一行を待ち受け、最後の決着を付けるべく決戦に臨んだ。敗北の際は心配するウルに対して「これでいい…、これでいいのだ」と言い残し、現代に帰る方法を告げ、光の粒子となって消え去った。
素戔鳴（すさのお）
倭に眠る荒神の力で加藤が変身した、巨大な蒼き武神。本作におけるラストボス。古代史上最強の荒魂（あらみたま）の名に恥じぬ強さを持っており、生半可な実力で挑めば返り討ちにされる。三猿衆の魂が具現化した三種の神器を従え、戦況次第では三種の神器を装備した完全体となる。
雷電（らいでん）
声 - 島香裕
加藤が率いる三猿衆の1人、“聞かザル”の雷電。加藤特佐に造られた1番目の人造人間。怪力だけでなく、巨大な充電池による放電も武器とする。義理堅く、人情に厚い性格。
桜花は機械を埋め込まれていない普通の人間と同じ体であることや、加藤の想い人の生まれ変わりであることを見ぬき、加藤と共に家庭を作ることもできようと、飛燕に「なんとしても二人だけは死なせたくない」と告げており、飛燕も同じ気持ちだと同調した。ラストダンジョンの銅鐸では加藤を守るため、飛燕と共にウル一行に最後の勝負を挑み、忠義の果てに敗れ去った。
桜花視点のパートではパーティメンバーとなる。
雷神（らいじん）
雷電が宿した荒神の一柱で、雷を司る神。最終決戦にてこの形態へと変身し、名前の通り雷を駆使した戦法を見せる。
八咫鏡（やたのかがみ）
最終決戦で雷電の魂が具現化した、三種の神器の一つ。
飛燕（ひえん）
声 - 河本邦弘
加藤が率いる三猿衆の1人、“言わザル”の飛燕。加藤特佐に造られた2番目の人造人間。右腕に仕込まれた鋼鉄すら簡単に切り裂く長刀と、風の如き敏捷性を武器とする。雷電や飛燕は元は上海で死に掛けていた身であり、医者にも見放されていたところを加藤に救われたという経緯があり、加藤を命の恩人として強く慕っている。ラストダンジョンの銅鐸では加藤を守るため、雷電と共にウル一行に最後の勝負を挑み、忠義の果てに敗れ去った。
桜花視点のパートではパーティメンバーとなる。
風神（ふうじん）
飛燕が宿した荒神の一柱で風を司る神。最終決戦にてこの形態へと変身し、名前の通り風を駆使した戦法を見せる。
草薙剣（くさなぎのつるぎ）
最終決戦で飛燕の魂が具現化した、三種の神器の一つ。
桜花（おうか）
声 - 中山さら
加藤が率いる三猿衆の1人、“見ザル”の桜花。エミグレ文書の技術を応用し、かつての加藤の上官である川島よし子の遺伝子を基として3番目に造られた人造人間。三猿衆の他の2人と違い機械的な改造は受けておらず、純粋に生身の体で、サイコキネシスやテレポートなどの超能力や拳銃を武器とする。
川島よし子としての記憶はなく、加藤に忠実な別人格を持っている。加藤に、かつての想い人の代わりでも構わない、少しでも加藤の役に立つことと加藤の傍で同じ時を過ごすことだけが自分の望みであると告げている。不死山でのラストアスタロトとの死闘後、ニコルの攻撃から加藤を庇って死亡した。このことを加藤は「愛する者を二度失った」とウルに告げており、未来に対する絶望を抱かせてしまった。
八尺瓊勾玉（やさかにのまがたま）
最終決戦で桜花の魂が具現化した、三種の神器の一つ。
石村 貫太郎（いしむら かんたろう）
声 - 西松和彦
大日本帝国外務大臣。日本の内閣を影で操る、本作における黒幕的存在。部下からは「閣下」と呼ばれている。大陸でのクニ創りに野望を燃やし、川島浪速の暗殺計画など様々な謀略を張り巡らす。その一環として加藤の才覚に目をつけ、彼を特佐に引き上げ己が片腕とし、彼に諜報活動を命じる。
労咳を患っており余命いくばくもない状態で、残り少ない時間に焦りを感じている。ウルの父親・日向甚八郎とは旧友であり、石村は独白で今でも日向を友と呼んでいる。彼もまた川島浪速に師事した人間で、日向甚八郎と共に彼の弟子として過ごしてきた。祖国のために命を懸けた日向と自分の志は同じだと思っており、それを日向の息子ウルが阻むことに戸惑いを隠せないことも作中で語っている。
アスタロトがニコルの肉体を支配して去り、藤堂技研も全焼したのちに屋敷へと乗り込んできたウルを前にしても死を恐れず、自分の理想と目的を明かす。日本を西洋の列強から護るため、大陸に根を張り国力を蓄える目的でロシア侵出を企み、ロシアの皇位継承権を持つニコルを拉致し、藤堂に異能を取り除かせたうえで、彼を自分が作る「新生ロシアの神輿」にしようと考えていた。そこへ石村の孫・小助が祖父を守るためにウルに掴み掛かると、石村は今までの泰然自若とした態度を崩し、ウルにすがりついて「どうか孫の命だけは助けてくれ!」と懇願する。それを聞いたウルは「お前だけじゃない、誰にだって愛する者はいる」と蹴りつけるが、孫を前にして非情になることはできず、追い続けてきた黒幕である石村を殺せずにそのまま去ることとなる。
雅藍（がらん）
声 - 梅津秀行
石村の命を受け、謀略の影で暗躍する陰陽師。公家を思わせる化粧と服装をしており、常に宙に浮く不思議な座布団に座っている。ライブラリによれば、安倍晴明から数えて十八代目の正当な血筋で、現在は白寿を迎えた顔面に深い皺が所狭しと刻まれ、ウルやアナスタシアばかりかライブラリの項目にすら「キモい」と評されているが、若い頃は驚くほどの美男だったという。
「陣」を構成することで亜空間に大規模な結界を作り、そこにウル一行を閉じ込めたり、蔵人を洗脳して操ったりと、その言動に恥じぬ強力な陰陽道の力を持つ。ウル一行には威厳ある態度を取っているのだが、ウルからは「とっちゃん坊やの陰陽師」と呼ばれ、浮く座布団ばかり注目されてパーティーの誰からも真面目に相手にされず、逆上するなどギャグキャラとしての色合いが強い。ウル一行とは二度戦い、激戦の末に死亡するが、展開によっては三度戦うこととなる（この時点で蔵人からは悪霊扱いされ、アナスタシアには「座布団お化け」と呼ばれる）。
閻魔・雅藍（えんま・がらん）
二度目の戦いにて、閻魔大王を自らに憑依させた雅藍。頭部は巨大化して土偶のような形となり、浮く座布団は亀の形となって下半身と融合している。左右には二体の使い魔が浮かぶ。
五道転輪・雅藍（ごどうてんりん・がらん）
ウル一行に敗れて霊体化した雅藍が、冥界の裁判官である五道転輪と融合した姿。見た目は閻魔・雅藍が薄い半透明状になったもの。鞍馬の狗籠に棲み着いた妖気の正体であり、蔵人に出ていくように静かに諭されるも恨みを晴らすべく襲い掛かり、戦闘となる。
寺田 寿之（てらだ としゆき）
声 - 坂口候一
石村の腹心。大日本帝国陸軍の新式装甲師団、鉄奇兵隊隊長。階級は中佐。所属は金剛隊。
謀略の歯車を担う屈強な体格の男性。武人然とした男性で、部下たちのことを思いやる一方で、石村のためにはどんなに手を汚すことも、自身の命を投げ出すことも厭わない。石村の屋敷に乗り込んできたウル一行を止めるべく交戦するが、部下は全員討死し、彼自身も覚悟を決め、機動兵器・神無月を用いて最後の戦いを繰り広げ敗北。最後まで石村の身を案じながら死亡した。
藤堂（とうどう）
声 - 宮澤正
帝国陸軍の兵器開発部門、藤堂技術研究所の責任者。自分の好きな研究に没頭する毎日で、政治や世の中の動向にはまるで興味がない。石村からニコルの精神に宿るアスタロトの抽出を依頼され、また藤堂自身も怪物の魅力に取り付かれ実験を開始。ニコルの自我が崩壊するまでアスタロト分離実験を続けたため、アスタロトは契約者の肉体を乗っ取り現世に降臨。結果、藤堂技研は全焼し、彼自身も責任を負わせられることを恐れ、最終兵器・富岳（ふがく）に搭乗し、ウル一行の抹殺を図るが敗北。富嶽の爆発に巻き込まれ爆死した。
金田 虎蔵（かなだ とらぞう）
声 - 星野充昭
誘拐された川島芳子を助けるためウル一行が乗り込んだ「戦艦・三笠」の艦長。大日本帝国海軍中将。東郷平八郎元帥より艦を任された知将。たまたま横浜に補給に立ち寄っていただけだったのだが、石村の命を受けて動いている寺田中佐の作戦に巻き込まれることとなる。そのため元々ウル一行と敵対の意思はなかった。

### 重要人物
ロジャー・ベーコン
声 - 我修院達也
イギリスのウェールズ地方に住む「変な生き物」。700年以上を生きる伝説の大魔術師。モデルは哲学者のロジャー・ベーコン。自称「愛と平和を愛する、永遠のスターチルドレン」。ゲーム開始直後、サピエンテス・グラディオに誘拐され、サントマルグリット島の特別牢獄にて、鉄仮面を被せられて幽閉されていた（しかしヨアヒム曰く「（鉄仮面を）取っても同じ顔」）。ウル一行に救出されて以降は自身が開発した飛行船「ベーコン号」で彼らを世界中に運ぶ。尊敬されて然るべき偉大な魔術師なのだが、作中では熊がうろつく北海道の山中に放置されたり、カレンに勝負服をプレゼントして引っ叩かれるなど、ひどい目にばかり遭う。初登場時に無意味な名前入力画面を表示する演出は健在で、キャラクターの名前変更ができない本作ではこのためだけに名前入力画面が用意されている（ウル曰く「あんたのために作るの大変なんだから」）。
アリス・エリオット
声 - 沢口千恵
前作におけるバッドエンドルートでウルに代わって呪いを受け死亡している。ウルの最愛の女性で、ゼペットの義理の姪。死亡した後もウルの心の奥に宿り、その深い愛情でウルを暖かく包み込んでいた。心を殺すヤドリギの呪いでもウルと彼女を繋ぐ愛を消すことはできなかった。なお、物語の終盤でウルとアリスが対話する場面が、ディレクターズカット版ではリアルタイムムービーからプリレンダリングムービーに変更されている。
終盤では生き返りかけるも失敗。一瞬だけ復活しウルに微笑みを見せて消滅した。その後、彼の精神世界にて再び再会。彼女との接触によりウルは迷いを晴らし、ヤドリギの呪いによるパワーダウンを完全に克服した。
グッドエンドではヤドリギの呪いに囚われたウルの前に現れ、彼を救い出し共に天へと旅立っていった。「幸せを見つける」ことこそが呪いを解く唯一の方法であった。そしてウルの魂は「アリスと出会った頃に戻りたい」という無意識の願いにより、「シャドウハーツ」の始まりまで導かれた。
アルバート・サイモン
声 - 郷里大輔
前作の黒幕。神降ろしの儀式を実践し、世界を破壊することで新たな世界の再生を試みるも、降臨した神と共にウルに倒された魔術師。しかしその悪行は、弟子であるラスプーチンの野望を阻止することも目的であり、友であるヨウィスの反対を押し切って行った最終手段で、破壊神アモンとの契約もアスモデウスへの対抗のためであったことが明かされる。年齢は300歳以上。本来、ヤドリギの呪いはアルバートを倒すための切り札であったこともラスプーチンの口から語られている。
現在ではアモンの魂と共に、ウルの心の中にある葛城の風の森で穏やかに隠居している。あるイベントでウルと再会した際には「友人」として彼の迷いを聞き、導いた。終盤の隠しイベントではアモンを凌駕する力、ネオ・アモンを解放したアルバートと戦うこともできる。
ネオ・アモン
「鏡の向こうに隠された更なる力」を見せたアモンの強化形態。前述のように終盤の隠しバトルにて戦うことになる。見事打ち勝てば最強の悪魔の魂を得てネオ・アモンへのフュージョンが可能となる。
日向 甚八郎（ひゅうが じんぱちろう）
声 - 田中秀幸
大日本帝国海軍特務機関所属の少佐（1893年当時）。ウルの父親。故人。息子と同様、フュージョン（降魔化身術）の使い手であり、前作に引き続き最強の敵である天凱凰としてウルに一騎討ちの勝負を仕掛けてくる。前作と違って若い頃の姿での登場で、よりウルとそっくりになっている。
極秘任務を遂行するため、妻アンヌと息子ウルを連れ中国大陸へ渡った。仕事で大陸各地を転々としていたが、日本へ戻ってきた時にアンヌと出会い、その際にアンヌから一目惚れされ、ともに生きるうちに互いに愛し合うようになったという。
天凱凰（てんがいおう）
前作と同様に今作でも最強のフュージョンモンスターとして登場。宇宙の果てから飛来する「超神（前作のラストボス）」でさえも恐れる存在。前作ではウルの強制フュージョンにより彼に取り込まれたが、すぐに逆転して逆に彼を支配しようとしたが、日向甚八郎の魂により抑えつけられた。以後は大佐のフュージョンモンスターとして力を貸す。終盤の隠しイベントにてウルと一騎討ちの勝負となり、見事打ち勝てば再生を司る神の魂を得ることが可能。その強さはゲームバランスを崩壊させるほどに凄まじい。
日向 アンヌ（ひゅうが アンヌ）
ウルの母親。日向甚八郎の妻。ロシア人。ウルの話によると、日向とは海外から仕事で日本にやって来た時に出会い、その時に一目惚れしたらしく、息子には初恋の人の名前を付けたのだという。ウルが生まれて数年は日本で暮らしていたが、夫の仕事（徳壊との戦い）の都合により息子と共に中国に渡った。若い頃は苦労人で、中国移住後も「日本で暮らした数年が人生で一番幸せだった」とよく愚痴っていたらしいが、息子のウルのことは深い愛情を以て育てた。しかし日向が上海で激闘を繰り広げていた間に隙を突かれ、徳壊の配下から襲撃を受けた際にウルを庇ったことで死亡し、結果的にウルのフュージョン能力を引き出させることとなった。
これまでその過去についてはほとんど語られなかったが、本作において秘められた真実が明らかになる。
ジャンヌ
声 - 清水こずえ
ドンレミ村に暮らす8歳の少女。父が拾ってきた狼の子にブランカと名づけ、家族のように可愛がっていた。父親とは死別しており、母親と二人で暮らしている。サピエンテス・グラディオが教会を襲撃した際、レニによって人質となってしまう。カレンがレニを撃ったことで解放されたかに思われたが、ウルがヤドリギの呪いで倒れているうちにサピエンテス・グラディオの夜襲によって殺されてしまう。しかしその魂はウルの心の中に宿り、度々グレイヴヤードにて対話を行うようになる。生前は普通の少女であったが、死後は達観した聖女のようにウルの幸せを探しながら、ヤドリギの呪いに苦しみ葛藤する彼を見守り、時には導いていく。最後はウルが導き出した答えに（それがどのような選択であっても）満足し、別れを告げて消えていった。
また終盤にはドンレミの教会にてブランカの前に現れ、新しいご主人様（芳子）の元へ必ず帰るように告げて「ピュセルの加護」という皮袋を遺すサブイベントがある。
ライブラリによれば「物語の行く末を見守る乙女」。ドンレミ村は、同名の聖女ジャンヌ・ダルクの生誕地でもある。
犬神 咲（いぬがみ さき）
声 - 田中敦子
ウルの生まれ故郷である葛城の風の森を守護する犬神家の現頭首で、蔵人の母。ウルの父・日向甚八郎の実の妹でもあり、ウルにとっては叔母にあたる。日向の血を引くため、彼女も降魔化身術が使える。普段は「妖艶で華麗な美しい未亡人」のイメージで通している（本人談）が、実際は気さくな性格で甥のウルに似た軽い面も持つ。この性格は日向家由来のものらしく、蔵人曰く犬神の血筋には見られないという。
強力な霊力を持ち、犬神の里にある宿禰の泉を使ってウル一行を導く。ライブラリによれば、犬神家に嫁いで来たのは今から二十年も前のことだが、今も年齢不詳の美貌を保っているという。扱うフュージョンモンスターは「紅艶姫」。真紅の羽衣と炎を扱う、二対の腕を持った天女の姿となる。その力は強力だが、アスタロトの襲撃を受けた際には精神を乗っ取られ操られてしまった。
夢枕に現れた亡き夫の言に従い、蔵人に試練を課すサブイベントもあり、彼女との一騎討ちに勝利すれば蔵人の心に眠る鬼の力・狩天童子を扱えるようになる。また、アナスタシアの前でうっかり誤解を招く発言をしてしまい、イメージを守るために、娘が生まれた時にと用意していた羽織を贈り、息子の許嫁と認めることで強引に口止めをするというサブイベントもある。
紅艶姫（こうえんき）
咲が従えるフュージョンモンスター。真紅を基調とした天女のような姿になる。前述のようにアスタロトに洗脳された際に一度戦うが、終盤の隠しイベントでは息子との一騎討ちとなる。その際は洗脳された時とは比べ物にならない強さを見せる。蔵人は母を越えるため隠された更なるフュージョンモンスター「鬼の力・狩天童子」を解放。母に打ち勝てば以後は自由に使用が可能。

### 各地の人々
ピエール・マジメル
マジメル兄弟の双子の兄。腕のいい仕立屋であり、ゼペットの昔の仕事仲間。兄弟そろってオネエ言葉で喋るオカマだが、感情が昂ぶって男言葉になることも。かなりの気分屋でもある。年齢は50歳。マッチョな男性の裸体が描かれた“ビルダーカード”と引き換えに、コーネリアの衣装（衣装によってゼペットの属性が変化する）を仕立ててくれる。
ジェラール・マジメル
マジメル兄弟の双子の弟。兄と共に諸国を巡る道具屋。すさまじい商売人根性で、ダンジョンの奥底まで兄と一緒に愛車で乗りつけては、ウル一行に道具を売りつける。続編の『シャドウハーツ・フロム・ザ・ニューワールド』にも登場する。
リングの魂
会うたびに攻撃回数を増やすリングアイテムを渡してくれる精霊。ニコルとカレンの前に現れた最初の頃は神秘的な雰囲気を漂わせ、口調も威厳あるものだったが、ウルにペースを乱されるうちに徐々に所帯じみた本来の性格を露わにする。当初はカレンの覚え間違いで「リングの精」と呼ばれていた。実は45歳の妻子持ちで、妻は27歳の「雅（みやび）」、娘はまだ赤子の「亜弥（あや）」、出身地は千葉。娘には過保護で愛妻家。それでいて本人曰く、生まれた時からリングの魂だったとのこと。また、娘は続編『シャドウハーツ・フロム・ザ・ニューワールド』にて、新たなリングの魂として登場し、この父親もわずかながら出演する。
グラン・ガマ
声 - 千葉繁
プロレスの開祖である伝説のレスラーで、ヨアヒムの師匠。モデルはインド出身の伝説のレスラー、グレート・ガマ。年齢は36歳。インド出身でカレー好き。世界各地に青空リングと名付けた特設リングを設置し、世にプロレスを広める活動をしている。サブイベントにおいて、彼に一対一で勝つことでヨアヒムは新たな「マッスルアーツ」を習得できる。また、肉体と精神を極限まで試される究極の試練「漢祭り（おとこまつり）」の現チャンピオンとしての顔も持つ。師弟ともども異常なテンションで、毎回熱いやりとりを披露しているが、あまりの熱さにヨアヒムすら「あーしんどいだっち…」と漏らすシーンもある。当人の変態度も師匠クラスだが、加えて頭にカレーライスを乗せた奇人「咖哩漢（かれーおとこ）」の集団も従えており、アナスタシアに「色んな審査とかあるんじゃないの！？」、ウルに「純正統派超大作RPGとしてありえない…」と言わしめるほど。
ヨアヒムとは師弟ということもあり、戦闘時の攻撃モーションが酷似している。
グラン・はてな？
漢祭りチャンピオンとしてのガマの姿。「はてな？」の部分は発音も疑問形であり、何故か裏声で言わなければならない。一見、ガマが「はてな？の仮面」なるものを付けただけの変人だが（ウル曰く「ノイローゼ」）その実力は漢祭りのチャンピオンに相応しい。勝利すると「はてな？の仮面」を譲り受け、以降のヨアヒムはグラン・パピヨンの代わりにそれよりも遥かに強いグラン・はてな？に変身するようになる。
トーマス・エドワード・ロレンス
声 - 坂口候一
英国情報部の諜報員。モデルは「アラビアのロレンス」として知られるイギリス軍人、トーマス・エドワード・ロレンス。年齢は37歳。極秘裏にサピエンテス・グラディオの内偵を進めており、ウル一行に秘密結社の情報提供をした。ルチアの子供の頃からの知り合いで彼女に好意を抱いており、アラビアでの仕事が終わったら共に暮らそうとルチアにプロポーズし、彼女にドレスを贈るイベントもある。
ヨウィス・エイプラハム
声 - 有本欽隆
オスマントルコのギョレメの谷に住まう盲目の隠者。元東方正教会大主教。サピエンテス・グラディオの創設者。年齢は70歳以上。
かつては友であるアルバート・サイモンと共に、サピエンテス・グラディオにて人類平等の理想を実現させようと活動しており、ラスプーチンを弟子に迎えたが、魔王の力を得たラスプーチンの裏切りに遭い、アルバート共々敗北して結社を追放される。その後、アルバートはラスプーチンへの対抗策を練るも、それは世界を一度浄化するというあまりに危険なものであった。反対したヨウィスはアルバートに意気地無しと失望されて決別され、同時に弟子の野望も阻止できなかった自分自身にも失望して隠者となった。ウルの心に眠るアモンの魂を蘇らせるため、ウルに試練を与え、その儀式で力を使い果たしたことより帰らぬ人となる。
カルラ
声 - 一城みゆ希
イタリアのフィレンツェで占いの館を経営する元占い師兼踊り子。年齢は70歳。ルチアとベロニカの師匠でもある。現在は優れたマネージメントでルチアの占いを支えている。政府高官や大金持ちに対しても顔色ひとつ変えず物を言い、金をふんだくる肝っ玉の太い人物。
若い頃の踊り子時代は、その美貌と自分の実力で一花咲かせようと夢を追っていた自信家であった。しかし夢破れて落ちぶれ、心身共に憔悴しきっていたところをサピエンテス・グラディオから勧誘を受けて半ばヤケで結社に加わる。その後、後継者にと弟子ベロニカを育てていたが、あまりにも行き過ぎた結社の活動に嫌気がさして結社を抜ける。その後、結社の追っ手から逃げてフィレンツェに辿り着き、ルチアと共に暮らすこととなる。道を誤ったベロニカの罪を償うことが自分の願いであるとルチアに明かしている。
エドガー
声 - 八木光生
ロシア皇室御用達の時計職人。ロシア皇帝や皇后からの信頼も厚い。アナスタシアのカメラや武器は彼が製作したもの。実はかなりの「銀の天使」マニアでそのアイテムを持って彼を訪ねると、執拗に譲ってくれるようねだってくる。また、彼の製作と思われるカメラを続編である『シャドウハーツ・フロム・ザ・ニューワールド』の主人公が使用している。
川島 浪速（かわしま なにわ）
声 - 仲木隆司
元大陸浪人。前作で、上海にて謀殺された川島よし子の父親。モデルは満蒙独立運動で知られる大陸浪人、川島浪速。ウルの父である日向甚八郎や石村外務大臣の師でもある。娘の死を機に権力闘争からは身を引いている。今では清王朝の息女を養子に取り、帝都で静かに祖国の行く末を見守っている。娘の墓参りのために横浜を訪れていた折に、石村の刺客に襲われ、ウル一行と出会う。よし子の墓参りの際にウルが彼女と知り合いであると知り、またウルも川島が父の師であると知った。実娘のよし子を呼ぶ際には「良子」と表記される。
川島 芳子（かわしま よしこ）
声 - 清水こずえ
もう一人の川島よしこ。清王朝の第十四王女だが、現在は川島浪速に養女として引き取られ、帝都で暮らしている。モデルは前作の川島よし子と同様、東洋のマタ・ハリと呼ばれた川島芳子で、こちらは舞台となった1915年当時をモチーフとしたキャラクターとなっている。危機を救ってくれたブランカを可愛がっており、最終的に彼の新しい主人となる。当初はブランカという名前を知らず「ポチ」と呼んでいた。現在の福引協会会長であるキースがスカウトした福引協会のイメージガールという顔も持つ。
桃色コウモリ
サブイベントに登場する桃色のコウモリで、ヨアヒムの妹。語尾に「〜ニャ」と付けて話し、兄であるヨアヒムを平然とバカ呼ばわりするなど容赦がない。ヨアヒムを連れ戻すべく城を出たものの、同様にサウサンプトンで行き倒れ、子供らに介抱されていた。再会したヨアヒムの決意を聞き、前作におけるヨアヒムと同様、一族に伝わる「マケン」を試練と共に渡す。しかし前作のヨアヒムが宣言よりも1ターン猶予を与えたのに対し、逆に宣言よりも1ターン早く攻撃してくる。魔剣ティルビングに続く二つ目の「マケン」は「魔建ビルディング」というその名の通り小型のビルであり、アルゼのロゴが描かれている。
本名はヒルデガルド・ヴァレンティーナ。ライブラリに「次回作に期待」と書かれていた通り、『フロム・ザ・ニューワールド』にてパーティメンバーとなる。
銀色コウモリ
条件を満たすと登場する銀色のコウモリで、前作の仲間だったキースのコウモリとしての姿。前作では福引協会副会長であったが、会長のロジャーの引退に伴い、繰り上げ人事で会長となった。兄のヨアヒムが魔剣ティルビングを折ってしまったことで笑いが止まらなくなっていたが、世界の異変の波動を感じ取って正気に戻ったという。しかし福引協会会長の任のため参戦はせず、今回はウルへの協力を兄に任せた。兄弟喧嘩の件もあってかヨアヒムを「愚兄」「頭の方はかなりアレ」と明け透けに言い放つなど、遠慮が無くなっている。
マルガリータ・G・ツェル
サブイベントに登場。前作の仲間だった某国の破壊工作員であり、相変わらずウルの保護者を自称する。今作では地味な一般市民に扮して諜報活動中だったが、再会したウルが偶然にも細菌兵器の報告書を持っていたことでそれを回収し、代わりにベロニカからくすねた闘扇を渡す。その後はロジャーの家に立ち寄るが、セクシーな勝負服を忘れていってしまい、ロジャーを通じて（カレンに着せるために）ウルの手に渡る。モデルはマタ・ハリで、本作では実際に前述の勝負服が「マタ・ハリの勝負服」という名前になっている。
アーネスト・Ｔ・シートン
「しがない動物学者」を自称する謎の人物。55歳。子供狼のテツと慎ましく生活しているが、実は世界最強の狼を決める戦い「ウルフバウト」の主催者であり、たまたま出会ったブランカを強引にウルフバウトの世界へと引き摺り込む。モデルは『シートン動物記』の著者、アーネスト・トンプソン・シートン。
元は害獣専門のハンターであったが、20年ほど前に狼王ロボと出会い、死闘の末に勝利するもより強い狼と戦いたいという欲求を抱くようになった。しかしロボ以上の狼は存在しなかったため、自らの手で最強の狼を作り出そうと考えてウルフバウトを開催した。全てのウルフバウトをクリアすると、自ら戦闘スーツに身を包んで戦いを挑んでくる。最後はロボの孫であるブランカに敗北し、ハンターを廃業して真っ当な動物学者を志したものの、呪いで狼に変えていたアンリに仕返しされて昆虫化してしまい、今度は自身が元に戻るために「インセクトバウト」なるものに挑む羽目になった。
怪人ウルフ
アーネストが独自のテクノロジーで開発した戦闘スーツを纏った姿。姿はどう見ても着ぐるみのマスコットで、「ロケットパンチ」と言いながらただ手の部分を外して投げるだけなど戦い方もギャグにしか見えないが、その戦闘能力は全盛期のロボすら凌駕するほど。撃破後にブランカが習得する「レッドコメット」を使用すると何故か現れて敵を攻撃する。
サラ
ソロモン王の侍女。外見は20代そこそこだが実年齢は2862歳。今作におけるピットファイトの仕掛け人で、ソロモン王の後継者となり得る者を探しており、その試練と称して様々なピットファイトを用意する。彼女の言い回しから「お化けが出る」と勘違いしたウルが「試練をこなせばお化けがいなくなる」と思い込んだことで一行は試練に挑戦する羽目になる。感情をもソロモンに捧げた身と語るが、試練が続くにつれて飽きてやる気がなくなってきたウルの物言いに怒りの態度も見せたり、そのソロモン王に対してもツッコミを入れる一面も。
ソロモン
三千年前に滅んだ古代イスラエルの国王であり、72柱の悪魔を従えたとされる人物。類稀なる統治者にして冷酷極まりない支配者とされる。肉体を失った後も精神体として存在しており、集合的無意識を統治している。全ての試練を乗り越え、「ソロモン王の鍵」も完成させるとウル一行を集合的無意識の世界へと呼び出す。その理由は単に「退屈だったから」などどこかフランクな性格で、暇潰しのためだけに一行と命懸けを戦いを繰り広げる。一方で自分が負けたらすぐに彼らを現世に戻すようにサラに命じていた。しかしその代償で紋章化してしまい、元の姿に戻るには数千年を要する羽目になり、責任を取ってもらうとしてウル一行に強引に同行する（しかしサラ曰く口実で本当はこれも退屈しのぎだという）。

## 登場する地名
欧州編
- バチカン
- ドンレミ
- アルデンヌ
- パリ（モンマルトル、シャンゼリゼ）
- ルアーブル
- サウサンプトン
- ウェールズ
- フィレンツェ
- カンヌ
- サントマルグリット島
- ペトログラード
- ギョレメ
- チューリッヒ
- シュバルツバルト

極東編
- 横浜（赤レンガ倉庫、外人墓地）
- 帝都（日本橋、麻布暗闇坂）
- 葛城
- 不死山
- 飛鳥・石舞台
- 鞍馬
- 樹海（ディレクターズカット版のみ）

## フュージョンモンスター
ウルの精神世界「グレイヴヤード」にて「ソウルエナジー」を注ぎ込む（ソウルチャージ）ことで手に入る各属性のモンスターの魂。復活後もモンスターにソウルチャージをすることで、さらに強化することが出来る。属性ごとにさまざまな特徴がある。第三形態のフュージョンモンスターを手に入れるには、ソウルエナジーを溜めるだけではなく、「ソウルドロップ」というアイテムを入手し、召喚された影のモンスターを倒す必要がある。
地属性
大地の力を持ったフュージョンモンスター。「ヴァスティタス」「ソルム」「ガウディオン」の三種類。第三形態のガウディオンは山そのもののような巨大な獣である。全体的に物理防御力が高く、物理防御力を高める固有技や、SPを回復する固有技を持つ。
水属性
水の力を持ったフュージョンモンスター。「アムニス」「マーレ」「ペネフィキウム」の三種類。第三形態のペネフィキウムは空中を浮遊する水龍の姿をしている。全体的に回避率が高く、回避率を高める固有技や、単体ながら大量のHP（体力）を回復する固有技を持つ。
火属性
火の力を持ったフュージョンモンスター。「キャロル」「バルバリア」「ファイデス」の三種類。第三形態のファイデスは燃えるような鎧をまとい巨大な剣を持った騎士の姿をしている。全体的に物理攻撃力が高く、物理攻撃力を高める固有技や、炎による広範囲の攻撃技などの固有技を持つ。
風属性
風の力を持ったフュージョンモンスター。「マラキア」「グラーノ」「リベルティス」の三種類。第三形態のリベルティスは六枚の翼を持った巨鳥の姿をしている。全体的に敏捷性が高く、敏捷性を高める固有技や、状態異常を回復させる固有技を持つ。
光属性
光の力を持ったフュージョンモンスター。「ラディウス」「ピュエラ」「ミセラティー」の三種類。第三形態のミセラティーは空中を浮遊する天使のような姿をしている。全体的に特殊防御力が高く、特殊防御力を高める固有技や、気絶を回復させる固有技を持つ。
闇属性
闇の力を持ったフュージョンモンスター。「ノクス」「オクレシス」「ソムニオン」の三種類。第三形態のソムニオンは空中を浮遊する黒い悪魔の姿をしている。全体的に特殊攻撃力が高く、特殊攻撃力を高める固有技や、敵のMP（魔力）を吸収する固有技を持つ。
無属性
アモン
アスタロトやアスモデウスと肩を並べる最強の破壊神と称され、破壊の魅力に惑わされない強い意志を持つ者にしか力を与えない。鋼鉄のような漆黒の肌と巨大な翼手目の翼が特徴。
ネオ・アモン
アルバートにより禁断の力を解放されたアモン。一度融合者が使い方を誤ればこの世の全てを消失させるだけの力を持つ最強の悪魔。アモンよりも一回り大きく、赤と黄色の模様がある。
天凱凰（てんがいおう）
前作よりウルの心の奥に眠っていた古神（いにしえがみ）。ウルの魂の共鳴によってこの世に再臨した。創造と破壊の力を共有し、全ての思いを可能にする最強の力。フュージョン時はウルの原型に刺青と四枚の黒い翼を生やしたような姿となる。

## エンディング
グッドエンド
「自分らしく生きること」を幸せと結論付けたウルは、ヤドリギの呪いで意志や記憶（＝自分らしさ）を失うぐらいなら潔く死を受け入れ、崩壊する高天原の岩に貫かれた。グレイヴヤードの樹と融合していたウルの分身はアリスの魂に導かれて昇天し、ヤドリギの呪いは消滅する。しかし死んだはずのウルは1913年、アリスと出会ったあの夜の満州で目を覚ました。高天原はウルの「アリスと出会った頃に戻りたい」という無意識の願いを聞き入れ、彼を望みの時へと還したのだった。駅へと向かったウルは不思議な高揚と共に、「運命の女」が乗る列車を待つ。もう一度、違う未来を目指すために。
町田はこの結末を経たウル（プレイヤー）が前作の物語をグッドエンドに導くのだという旨を語っており、それがこの結末がグッドエンドたる所以だとしている。
バッドエンド
「安らぎの中で生きること」を幸せと結論付けたウルは、記憶を消してしまうヤドリギの呪いを受け入れ、全て忘れて穏やかに生きる道を選ぶ。高天原に残ったウル、そしてグレイヴヤードのウルの分身は光の粒となって消えていき、ヤドリギの呪いは完成した。時は流れ、1918年のウェールズ。記憶を失ったウルは崖に佇んでおり、父親を名乗ったロジャーが彼を連れ帰る。この年、第一次世界大戦は終結した。
町田はこのエンディングが正史であることを否定している。

## スタッフ
- 監督・演出・脚本：町田松三
- 美術監督：大澤隆将
- キャラクターデザイン：加藤美也子
- プログラム監督：濱本泉
- モーションディレクター：豊田剛
- バトルシステムデザイン：石田健博
- ギミックデザイン：佐藤孝至
- サウンドディレクター：井元啓富
- 楽曲：弘田佳孝
- ゲストコンポーザー：光田康典、伊藤賢治

## 主題歌
「月恋花」
作曲：弘田佳孝、作詞：長谷川久美子、歌：諌山実生

## 評価
アルゼの報告では、日本では2004年11月までに約15万本を売り上げた。一方、ノーチラスの匿名インタビューでは12万本出荷したと語られている。北米でも日本と同程度まで売り上げを伸ばし、アルゼおよびミッドウェイゲームズの利益に貢献したとされる。
ファミ通はダークな設定やキャラクターを好むプレイヤーに本作を推薦し、クロスレビューでは32点のゴールド殿堂入りとした。ストーリーは各所で賞賛され、PALGNは「最高のストーリーの1つ」とまで絶賛している。また、作中のギャグは日本以外でも分かりやすいと評価されている。グラフィックに関しても前作からの進歩やキャラクターデザインを賞賛された。音楽も好評を得たが、一部からは前作よりも劣っていると評された。
戦闘システムは、既に『ファイナルファンタジーX』や『スターオーシャン Till the End of Time』などが出ていた当時の中では古風という指摘はありつつも、その完成度は全体的に賞賛された。後年のGameTrailersが選ぶJRPGの優れた戦闘システムでは『スターオーシャン4 -THE LAST HOPE-』に次ぐ2位に選ばれた。
IGN内の2004年度アワードでは「PS2ゲーム・オブ・ザ・イヤー」、「PS2ベストRPG」、「誰もプレイしなかった最高のゲーム」を受賞。RPGamerの2004年度スタッフアワードでは「Best PlayStation 2」と「最優秀作品賞」を受賞。2004年度NAVGTRアワードでは「衣装デザイン」を受賞し、「続編RPG」にノミネートされた。GamesRadar+、PlayStation Lifestyle、ゲーム・インフォーマー、Polygonなどでも最高のRPGの1つ、史上最高のゲームの1つと評された。2017年にはRPGFanのスタッフが本作の問題点を再認識しつつも2004年にプレイした最高のRPGの1つと回顧し、発売20周年の2024年にはファミ通.comにて傑作として取り上げられている。

## 関連商品
書籍
- シャドウハーツ2 公式設定資料集 World Guidance ISBN 978-4797327724
- シャドウハーツ2 コミックアンソロジー ISBN 978-4758001861
- シャドウハーツ2 ザ・コンプリートガイド ISBN 978-4840226691
- シャドウハーツ2 ナビゲーションブック ISBN 978-4047071469
- シャドウハーツ2 公式ナビゲーションガイド ISBN 978-4797326796

パチスロ
- シャドウハーツII（2009年、ミズホ）
- SLOTシャドウハーツII -運命の道標-（2015年、ユニバーサルブロス）

その他
- SHADOW HEARTS II Original Soundtracks （オリジナルサウンドトラック）
- シャドウ ハーツ2 オルゴール「月恋花」
- シャドウ ハーツ2 プレミアムスコア「月恋花」
- シャドウハーツ オリジナルブレンド アロマオイル「ウル」